# Ato Boldon
Ato Jabari Boldon (født 30. december 1973 i Port-of-Spain, Trinidad & Tobago) er en pensioneret atletikudøver (sprinter) fra Trinidad & Tobago, der igennem sin karriere vandt adskillige medaljer, både i OL- og VM-sammenhæng. Boldon ved hele fire olympiske lege, i henholdsvis Barcelona 1992, Atlanta 1996, Sydney år 2000 og Athen 2004.

## Resultater
Boldon vandt i 1997 sin eneste guldmedalje ved et verdensomspændende mesterskab, da han tog førstepladsen på mændenes 200 meter ved VM i Athen. Han vandt desuden bronze på 100-meteren ved både VM i 1995 og 2001.
I OL-sammenhæng nåede Boldon at vinde fire medaljer, en af sølv og tre af bronze. I OL i Atlanta 1996 vandt han bronze på både 100- og 200 meter, og i Sydney år 2000 tog han sølv på 100-meteren og igen bronze på 200 meter.